# Pływanie na Letnich Igrzyskach Olimpijskich 2008 – 4 × 100 m stylem dowolnym kobiet
4 x 100 m stylem dowolnym kobiet – jedna z konkurencji pływackich, które odbyły się podczas XXIX Igrzysk Olimpijskich. Eliminacje miały miejsce 9 sierpnia, a finał konkurencji 10 sierpnia. Wszystkie etapy konkurencji przeprowadzone zostały na Pływalni Olimpijskiej w Pekinie.
Złoty medal zdobyły faworytki tej konkurencji, Holenderki, które ustanowiły nowy rekord olimpijski (3:33,76) i wyprzedziły reprezentantki Stanów Zjednoczonych o 0,57 s. Amerykanki w finale pobiły rekord obu Ameryk (3:34,33). Brąz wywalczyły Australijki, które poprawiły rekord Australii i Oceanii (3:35,05). 
W finale Niemka Britta Steffen poprawiła o 0,39 s rekord olimpijski w konkurencji 100 m stylem dowolnym, który wcześniej należał do Holenderki Inge de Bruijn i był ustanowiony na igrzyskach olimpijskich w Sydney.

## Terminarz
Wszystkie godziny podane są w czasie chińskim (UTC+08:00) oraz polskim (CEST).
| Data             | Godzina rozpoczęcia | Godzina rozpoczęcia |            |
| Data             | UTC+08:00           | CEST                |            |
| ---------------- | ------------------- | ------------------- | ---------- |
| 9 sierpnia 2008  | 20:50               | 14:50               | Eliminacje |
| 10 sierpnia 2008 | 11:21               | 05:21               | Finał      |

## Rekordy
Przed zawodami rekord świata i rekord olimpijski wyglądały następująco:
| Rekord            | Reprezentacja | Czas    | Miejsce   | Data             |
| ----------------- | --- | ------- | --------- | ---------------- |
| Rekord świata     | Holandia · Inge Dekker (53,77) · Ranomi Kromowidjojo (53,61) · Femke Heemskerk (53,62) · Marleen Veldhuis (52,62) | 3:33,62 | Eindhoven | 18 marca 2008    |
| Rekord olimpijski | Australia · Alice Mills (54,75) · Lisbeth Lenton (53,57) · Petria Thomas (54,67) · Jodie Henry (52,95)            | 3:35,94 | Ateny     | 14 sierpnia 2004 |

W trakcie zawodów ustanowiono następujące rekordy:
| Data        | Etap konkurencji | Reprezentacja | Czas    | Rekord |
| ----------- | ---------------- | --- | ------- | ------ |
| 10 sierpnia | finał            | Holandia · Inge Dekker (54,37) · Ranomi Kromowidjojo (53,39) · Femke Heemskerk (53,42) · Marleen Veldhuis (52,58) | 3:33,76 | OR     |

- W finale Britta Steffen pobiła rekord olimpijski w konkurencji 100 m stylem dowolnym, kiedy na pierwszej zmianie sztafety uzyskała czas 53,38.

## Wyniki

### Eliminacje
| Miejsce | Wyścig | Tor | Państwo           | Zawodniczka | Czas      | Uwagi |
| ------- | ------ | --- | ----------------- | --- | --------- | ----- |
| 1.      | 1      | 3   | Chiny             | Zhu Yingwen (54,53) Tang Yi (54,29) Xu Yanwei (55,13) Pang Jiaying (52,83)                                      | 3:36,78   | Q,    |
| 2.      | 1      | 5   | Niemcy            | Meike Freitag (54,53) Antje Buschschulte (54,29) Daniela Götz (54,54) Britta Steffen (54,16)                    | 3:37,52   | Q     |
| 3.      | 2      | 5   | Stany Zjednoczone | Kara Lynn Joyce (54,13) Julia Smit (54,73) Emily Silver (54,81) Lacey Nymeyer (53,86)                           | 3:37,53   | Q     |
| 4.      | 2      | 4   | Holandia          | Ranomi Kromowidjojo (54,41) Hinkelien Schreuder (55,31) Femke Heemskerk (53,58) Manon van Rooijen (54,31)       | 3:37,61   | Q     |
| 5.      | 2      | 6   | Francja           | Céline Couderc (53,97) Hanna Shcherba-Lorgeril (54,95) Ophélie-Cyrielle Étienne (54,72) Alena Popczanka (54,12) | 3:37,76   | Q     |
| 6.      | 1      | 4   | Australia         | Cate Campbell (54,65) Alice Mills (54,55) Melanie Schlanger (54,69) Shayne Reese (53,92)                        | 3:37,81   | Q     |
| 7.      | 2      | 2   | Kanada            | Julia Wilkinson (54,48) Erica Morningstar (54,38) Geneviève Saumur (55,11) Audrey Lacroix (54,85)               | 3:38,82   | Q     |
| 8.      | 1      | 6   | Wielka Brytania   | Francesca Halsall (54,36) Caitlin McClatchey (54,42) Julia Beckett (55,64) Melanie Marshall (54,76)             | 3:39,18   | Q,    |
| 9.      | 1      | 1   | Japonia           | Haruka Ueda (55,13) Misaki Yamaguchi (54,14) Asami Kitagawa (54,47) Maki Mita (55,51)                           | 3:39,25   |       |
| 10.     | 1      | 8   | Włochy            | Erika Ferraioli (56,10) Federica Pellegrini (53,42) Maria Laura Simonetto (55,97) Cristina Chiuso (54,93)       | 3:40,42   |       |
| 11.     | 2      | 3   | Szwecja           | Ida Marko-Varga (55,04) Therese Alshammar (54,80) Anna-Karin Kammerling (55,06) Claire Hedenskog (55,62)        | 3:40,52   |       |
| 12.     | 1      | 2   | Rosja             | Anastasia Aksenova (56,57) Jelena Sokołowa (55,20) Darja Bielakina (55,23) Svetlana Karpeeva (55,52)            | 3:42,52   |       |
| 13.     | 1      | 7   | Brazylia          | Tatiana Barbosa (55,08) Flavia Cazziolato (56,13) Michelle Lenhardt (55,90) Monique Ferreira (55,74)            | 3:42,85   |       |
| 14.     | 2      | 1   | Ukraina           | Darya Stepanyuk (55,79) Kateryna Dikidzhi (55,44) Hanna Dzerkal (56,95) Nataliya Khudyakova (56,54)             | 3:44,72   |       |
| 15.     | 2      | 7   | Południowa Afryka | Melissa Corfe (55,93) Wendy Trott (57,83) Mandy Loots (58,31) Kathryn Meaklim (59,07)                           | 3:51,14   |       |
| 16. !   | 2      | 8   | Białoruś          | | 9:99,99 ! | DNS   |

### Finał
| Miejsce | Tor | Państwo           | Zawodniczka                                                                                                   | Czas    | Strata | Uwagi |
| ------- | --- | ----------------- | --- | ------- | ------ | ----- |
| 1. !    | 6   | Holandia          | Inge Dekker (54,37) Ranomi Kromowidjojo (53,39) Femke Heemskerk (53,42) Marleen Veldhuis (52,58)              | 3:33,76 |        | OR    |
| 2. !    | 3   | Stany Zjednoczone | Natalie Coughlin (54,00) Lacey Nymeyer (53,91) Kara Lynn Joyce (53,98) Dara Torres (52,44)                    | 3:34,33 | 0,57   | AM    |
| 3. !    | 7   | Australia         | Cate Campbell (54,43) Alice Mills (54,43) Melanie Schlanger (53,85) Lisbeth Trickett (52,34)                  | 3:35,05 | 1,29   | OC    |
| 4.      | 4   | Chiny             | Zhu Yingwen (54,12) Tang Yi (54,19) Xu Yanwei (54,64) Pang Jiaying (52,69)                                    | 3:35,64 | 1,88   | AS    |
| 5.      | 5   | Niemcy            | Britta Steffen (53,38) Meike Freitag (54,30) Daniela Götz (55,34) Antje Buschschulte (53,83)                  | 3:36,85 | 3,09   |       |
| 6.      | 2   | Francja           | Céline Couderc (54,32) Alena Popczanka (54,54) Ophélie-Cyrielle Étienne (54,79) Malia Metella (54,03)         | 3:37,68 | 3,92   |       |
| 7.      | 8   | Wielka Brytania   | Francesca Halsall (53,81) · Caitlin McClatchey (54,48) · Jessica Sylvester (55,34) · Melanie Marshall (54,55) | 3:38,18 | 4,42   | NR    |
| 8.      | 1   | Kanada            | Julia Wilkinson (54,33) Erica Morningstar (54,35) Geneviève Saumur (54,68) Audrey Lacroix (54,96)             | 3:38,32 | 4,56   |       |